# 셈포알테펙사슴쥐속
셈포알테펙사슴쥐속 또는 하브로미스속(Habromys)은 비단털쥐과에 속하는 설치류 속의 하나이다. 멕시코와 중앙아메리카에서 발견된다. 7종으로 이루어져 있다.

## 하위 종
- 치난텍사슴쥐 (H. chinanteco)
- 델리키트사슴쥐 (H. delicatulus)
- 익스틀란사슴쥐 (H. ixtlani)
- 셈포알테펙사슴쥐 (H. lepturus)
- 볏꼬리사슴쥐 (H. lophurus)
- 슈미들리사슴쥐 (H. schmidlyi)
- 지코사슴쥐 (H. simulatus)